# Metaphoenia carneipennis
Metaphoenia carneipennis là một loài bướm đêm trong họ Noctuidae.